# Tetsuya Murayama
Tetsuya Murayama (jap. 村山 哲也, Murayama Tetsuya; * 20. Oktober 1974 in der Präfektur Tokio) ist ein japanischer Fußballtrainer.

## Karriere
Tetsuya Murayama unterschrieb am 16. Januar 2019 einen Vertrag als Teammanager beim thailändischen Verein Samut Prakan City FC. Der Verein aus Samut Prakan spielte in der ersten thailändischen Liga. Nachdem der Verein sich Ende Mai 2019 von seinem Trainer Surapong Kongthep getrennt hatte, übernahm Murayama im Juni 2019 das Traineramt des Erstligisten. Nach Saisonende 2019 wurde er durch seinen Landsmann Masatada Ishii ersetzt. Seit dem 1. Dezember 2019 ist er vertrags- und vereinslos.